# Artur Correia
Artur Costa Correia (Lisboa, 20 de abril de 1932 – Lisboa, 1 de março de 2018) foi um realizador de cinema português. 
Trabalhou como ilustrador antes de se entregar ao cinema de animação, em 1965. Em 1967, no estrangeiro, alcançou vários prémios de desenho animado publicitário. Em 1970, rodou o primeiro filme português de desenho animado para o grande público, Eu Quero a Lua. Encontra-se colaboração da sua autoria na revista Foguetão (1961).

Foi fundador com Ricardo Neto do primeiro estúdio de animação em Portugal, a Topefilme, onde adaptou alguns contos tradicionais portugueses.
Morreu a 1 de março de 2018, aos 85 anos de idade.

## Obras
- Publicidade: Schweppes - O Melhor da Rua (1966);
- Filme Institucional: A Família Prudêncio (1969);
- Ficção: Eu Quero a Lua (1970);
- Bolinha e os 7 meninos maus (1976);
- O Caldo de Pedra (1976);
- Para mal não fazer, há muito que aprender! (1976);
- Histórias a passo de cágado (2004);
- A Nau Catrineta (2012).

## Prémios e nomeações
| Ano  | Prémio                                                          | Categoria                               | Obra            | Resultado | Referências |
| ---- | --------------------------------------------------------------- | --------------------------------------- | --------------- | --------- | ----------- |
| 2013 | Arouca Film Festival                                            | Melhor filme de animação                | A Nau Catrineta | Indicado  | [ 7 ]       |
| 2013 | Fantasporto                                                     | Prémios Cinema Português – Melhor Filme | A Nau Catrineta | Indicado  | [ 8 ]       |
| 2013 | Festival Internacional de Curtas-metragens de Évora             | Menção Especial do Júri                 | A Nau Catrineta | Indicado  | [ 9 ]       |
| 2013 | Festival Internacional de Cinema para Crianças e Jovens de Zlín | Pantufa de Ouro                         | A Nau Catrineta | Indicado  | [ 10 ]      |
| 2013 | Festival de Cinema Curta Amazónia                               | Melhor filme estrangeiro                | A Nau Catrineta | Venceu    | [ 11 ]      |